# Axomama

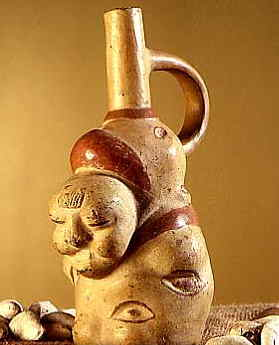
Axomama, deusa da batata, civilização Moche, Peru

Axomama (Axomamma, Axo-mama, Acsumamma, Ajomamma ou Mãe das Batatas) é a deusa da batata na mitologia Inca . Ela é uma das filhas de Pachamama, a mãe terra. A batata era uma das bases da alimentação da civilização moche e do povo inca, sendo que algumas das aldeias tinham uma batata de formato particularmente diferente para adorar e pedir por uma boa colheita, a quem chamavam de Axomama. 
As batatas foram cultivadas pela primeira vez há cerca de oito mil anos, por agricultores na Cordilheira dos Andes, mas já cresciam de modo selvagem no alto da Cordilheira dos Andes na América do Sul por volta de 3000 aC, mas o potencial agrícola do tubérculo não foi percebido até a Civilização Inca (ca. 100-1530 dC). O povo inca valorizava a variedade agrícola e cultivava vários tipos diferentes de batatas, com grande variedade de formas e cores.
Além de cultivar e comer batatas, os incas também as adoravam e até as enterravam com seus mortos. Os incas também acreditavam que cada plantação tinha um espírito protetor chamado Conopas . As conopas eram o melhor legume ou fruta da colheita, que era separado e oferecido aos deuses durante uma cerimônia. Eles acreditavam que, ao oferecê-lo aos deuses, teriam fartura nas próximas colheitas.